# فيرجينيو روجنوني
فيرجينيو روجنوني (5 أغسطس 1924 - 20 سبتمبر 2022) سياسي إيطالي، وكان عضوًا بارزًا في الديمقراطية المسيحية. شغل عدة مرات منصب وزير الداخلية ووزير الدفاع والعدل من 2002 إلى 2006، وكان نائب رئيس المجلس الأعلى للقضاء.

## السيرة الشخصية
كطالب في كلية غيسليري التاريخية حصل في نوفمبر 1947 على شهادة في القانون من جامعة بافيا. درس في جامعة ييل بين عامي 1949 و1950 وعمل كمحام.
بدأ روجنوني حياته السياسية في الحكومة المحلية، حيث عمل مستشارًا للمدينة في بافيا من عام 1960 إلى عام 1964، ومن عام 1964 إلى عام 1967 كنائب لرئيس البلدية في فيسيسينداكو ومقيم وعضو السلطة التنفيذية المسؤول لتخطيط المدينة. ثم دخل السياسة الوطنية وانتخب عضوا في مجلس النواب سبع فترات متتالية (1968-1994).
كان روجنوني وزيرًا للداخلية من 1978 إلى 1983، وللعدل (1986-1987) ووزيرًا للدفاع (1990-1992). واجه الإرهاب وقام بحل قضية اختطاف جيمس لي دوزير على يد بريجيت روس. وانتقده الحزب الشيوعي الإيطالي أثناء وجوده وزير الداخلية لفشله في حماية الجنرال كارلو ألبرتو دالا كييزا الذي قُتل في نفس اليوم الذي طلب فيه من روجنوني مقابلته.
من عام 2002 حتى تقاعده في عام 2006 كان نائب رئيس المجلس الأعلى للقضاء.
توفي روجنوني في بافيا في 20 سبتمبر 2022 عن عمر يناهز 98 عامًا.